# 淨土
淨土（羅馬化：Kṣetra），又譯為剎、剎土、清淨佛土、佛国、佛刹、淨国、淨界、淨剎，即地方或世界，佛教所使用的術語，意思是清淨的地方、沒有染污的莊嚴世界，在大乘佛教教內指的是任何一個佛陀或菩萨为渡化有情眾生，凡是以本愿力成就的佛土，都可以被稱為淨土。
對於淨土的信仰，衍生出了淨土崇拜。在漢傳佛教教內，淨土一詞常被用來指無量壽佛所居住的清泰世界。

## 相關觀念的歷史
在部派佛教興盛時期，已經出現與後來興起的大乘佛教的教義中的淨土相似的概念，如兜率內院。

## 概述
大乘佛教認為，簡單來說，佛法的基本命題是「有漏皆苦」，人們希望下次不要再像現在這樣轉世了，或至少轉往「好一點」的地方，人們活在這個娑婆世界，基於社會的各種規範及倫理，往往無法全心投入佛法的修行中；但是在這些好一點的地方，因為外在環境、內在社會結構的關係，居民能夠更容易全心投入佛法修行中，那裡的生活型態能讓人更容易走向「不再轉世」這個終點，這樣的「好一點的地方」，就被稱為「淨土」。
大乘佛教宣稱，净土相關修持属于大乘佛法，在南傳上座部當中並無此修持傳統，有些人以為修持净土一事屬於小乘佛法，原因是他們未通达净土修持法门的發心，大乘修持者的发心，是为求无上佛境而利益众生，修持净土的人，知道六道中烦恼极多，不利于修持，所以发愿往生净土之中，以期精进修持直至成佛，净土并非大乘修持之最终目的，而只是像个中途站一样，在净土中，修持者可以直接地依佛陀学法，而且该淨土并无令修持者生起烦恼及痛苦的外缘，所以更适合于修持，在净土中修至较高境界时，修持者还是会自愿地回到六道之中救度众生，或者变出化身在六道之中利益众生，修持净土的人，如果是如法地发起大乘的菩提心，以此作为动机而修证净土，就符合了大乘的修持，如果并不持这样的发心，则不能算作大乘的修持，但这并非说净土法门本身不是大乘法门，只能说个别修持者之发心不符合大乘精神而已。
大乘佛教認為，净土分为三种，即法身佛净土、报身佛净土及应身佛净土。法身佛净土只有成就佛境时才能说是达到了；报身佛净土只有大菩萨才能达到；但应化身佛净土的性质不同，凡俗的众生是可以倚靠五力而往生于其中的，人们平时所说的阿彌陀佛之极乐净土，其实是指弥陀的应化身佛净土，并非指衪的报身净土或法身净土，极乐净土乃由弥陀的福慧及悲心所变化生出，所以人们一辈凡俗的众生可以依靠五力的力量而往生其中。药师佛的琉璃净土及弥勒的兜率净土的本质，也是类似极乐净土的，只要具备五力资粮便可以顺利往生，并不限于已完全忏净业障的大圣者才可以达到，三种净土的性质完全不同，如果把三者混为一谈，就不易充份了解往生其中的条件。
大乘佛教認為，要往生极乐净土之中，最重要的条件是对六道轮回的出离心及对於弥陀的信心，依传说开示，往生净土必须具备五力，即白籽力、熟习力、决定力、祈愿力及断绝力，忏净罪障固然是修持者必须致力于进行的方向，但五力才是往生极乐净土的资粮，对弥供养、塑造弥陀的圣像、持诵衪的名号或真言及念诵与阿弥陀佛及极乐净土有关的经典都是在积集于其净土的因，同时，对极乐净土生起希求並发愿往生彼土而得脱六道生死一事及对於阿弥陀如来的信心，这些都是往生于极乐净土一事的关键因素。
值得注意的是，大乘佛教不認為淨土是永恆的歸宿，事實上，其認為雖然居住在淨土的生靈的壽命長得不可思議，但是祂們仍有壽盡之日，甚至連負責在那𥚃教化祂們的佛陀的方便身也終將消失，只有其法身不會消失，至於淨土本身是一個讓佛弟子在修行方面上快速進步的「休息站」，如果把它視作像天庭一樣的地方，則可能會產生貪戀，反而會阻礙進行修持者在去世後前往那𥚃。

## 淨土的列表
大乘佛教認為，因為众生无量、佛陀及菩萨无量，所以净土也遍布于十方三世，接引有着不同根性的众生。在大乘佛教教內較常被提及的淨土如下：
- 密嚴世界或蓮華藏世界：毗盧遮那佛身語意三密所莊嚴，為如來所依止之真如法性自受用之淨土。
- 極樂世界：阿彌陀佛的佛土。这个淨土也就是观音的普陀净土[2]。
- 兜率內院（又稱兜率淨土）：彌勒菩薩成佛前說法的地方，位於欲界天兜率陀天的內院。
- 淨琉璃世界：藥師佛的佛土。
- 妙喜世界：阿閦佛的佛土。
- 娑婆世界：未來彌勒菩薩下生人間娑婆世界成佛普渡教化眾生，娑婆世界亦從穢土轉化為淨土，即所謂「人間淨土」這個概念。

## 外部連結
- 黃啟江：〈淨土決疑論——宋代彌陀淨土的信仰與辯議〉。
- 黃啟江：〈彌陀淨土的追尋－北宋「往生西方」著作的探討 （页面存档备份，存于）〉。
- 賴賢宗：〈淨土信仰論之研究：世親、曇鸞與親鸞之迴向思想 （页面存档备份，存于）〉。
- 陸揚：〈論《維摩詰經》和淨土思想在中國中古社會之關係 （页面存档备份，存于）〉。
- 八木春生：〈初唐至盛唐时期敦煌莫高窟西方净土变的发展 （页面存档备份，存于）〉。
- 八木春生：〈敦煌莫高窟第220窟南壁西方净土变相图 （页面存档备份，存于）〉。
- 宫治昭：〈阿弥陀净土之观想──吐鲁番吐峪沟石窟壁画我见 （页面存档备份，存于）〉。